# Karlsruhe Albtalbahnhof
Karlsruhe Albtalbahnhof, ehemals Karlsruhe Albtalbahn beziehungsweise Karlsruhe Messplatz, ist ein Bahnhof unweit des Hauptbahnhofs der baden-württembergischen Großstadt Karlsruhe. Ursprünglich 1897 an anderer Stelle als Endbahnhof der damals meterspurigen Albtalbahn eröffnet, ist der Albtalbahnhof heute ein wichtiger Knotenpunkt im Netz der Stadtbahn Karlsruhe an der Schnittstelle zwischen Eisenbahn und Straßenbahn. Er wird von der Albtal-Verkehrs-Gesellschaft (AVG) gemäß Straßenbahn-Regelungen betrieben.

## Geschichte

### Meterspur und frühe Verlegungen

Lage des Albtalbahnhofs innerhalb von Karlsruhe mit Jahr der Streckeneröffnung und -stilllegung

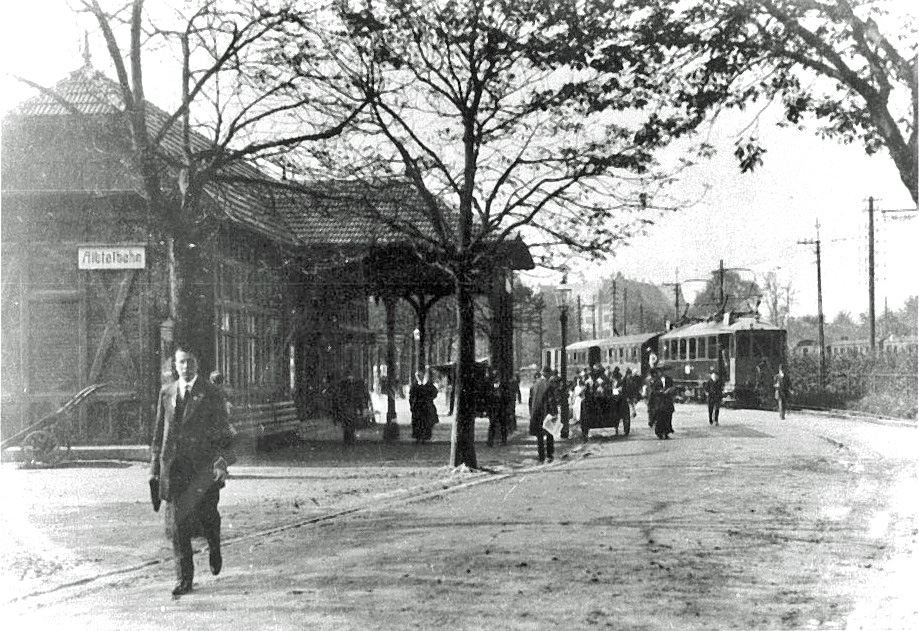
Erster Albtalbahnhof nahe des Ettlinger Tors (um 1900)

In den 1880er Jahren kamen Planungen für eine Lokalbahn auf, die Karlsruhe mit Ettlingen und dem Albtal verbinden sollte. Die meterspurige Strecke von Karlsruhe nach Ettlingen eröffnete am 1. Dezember 1897, die Erweiterungen nach Herrenalb und Ittersbach folgten 1898 und 1899. Die Lokalbahn wurde von der Badischen Lokal-Eisenbahnen AG (BLEAG) betrieben. Der erste Albtalbahnhof von 1897 befand sich in der Ettlinger Straße in Höhe der heutigen Nowackanlage und Messplatz (wo sich heute der U-Bahnhof Kongresszentrum befindet), also südlich des alten Karlsruher Hauptbahnhofs, der sich damals am Ettlinger Tor befand.
Mit der 1900 beschlossenen und 1913 vollendeten Verlegung des Karlsruher Hauptbahnhofs zu seinem heutigen Standort südlich der Südstadt war eine komplette Neuordnung der Schieneninfrastruktur in Karlsruhe nötig. Bereits am 7. April 1910 wurde daher die Lokalbahnstrecke durch die Ettlinger Straße inklusive des Haltepunkts Nebeniusstraße aufgegeben, neu verlief die Strecke westlicher durch den heutigen nördlichen Zoo und die heutige Klosestraße, wobei sich der zweite Albtalbahnhof nur unweit des ersten befand. Ab 1914 untersagte die Stadt Karlsruhe der BLEAG dann auch die Querung der (neuen) Bahnhofstraße, sodass sich der Albtalbahnhof kurzzeitig zwischen Klosestraße und (neuer) Bahnhofstraße befand.
Zwischen der BLEAG und der Stadt Karlsruhe kam es zu langwierigen Diskussionen, wo sich der neue Endpunkt der Albtalbahn befinden sollte. Dabei gab es verschiedene Vorschläge:
- die BLEAG wünschte zunächst eine Führung durch die Unterführung der heutigen Schwarzwaldstraße unter der neuen Staatsbahn, anschließend über den Bahnhofsplatz und Poststraße zur Bestandsstrecke auf der Ettlinger Straße. Dies lehnte die Stadt Karlsruhe ab, da die Lokalbahn den Betrieb der städtischen Straßenbahn stören würde (dies entspricht der heutigen Linienführung der Linien S1/S11)
- die Stadt Karlsruhe schlug vor, die Albtalbahn direkt parallel zur Staatsbahn zwischen dem neuen Empfangsgebäude des Hauptbahnhofs und der Schwarzwaldstraße enden zu lassen (hier befindet sich heute das InterCity-Hotel)
- weitere Vorschläge behandelten eine Führung durch die Neue Bahnhofstraße Richtung Festplatz, oder durch die Schwarzwaldstraße und Beiertheimer Allee bis zur heutigen Straßenbahnhaltestelle Konzerthaus, wo die BLEAG einen innenstadtnahen Endbahnhof, sowie eine Verknüpfung mit der ebenfalls meterspurigen Lokalbahn Spöck–Durmersheim vorschlug.

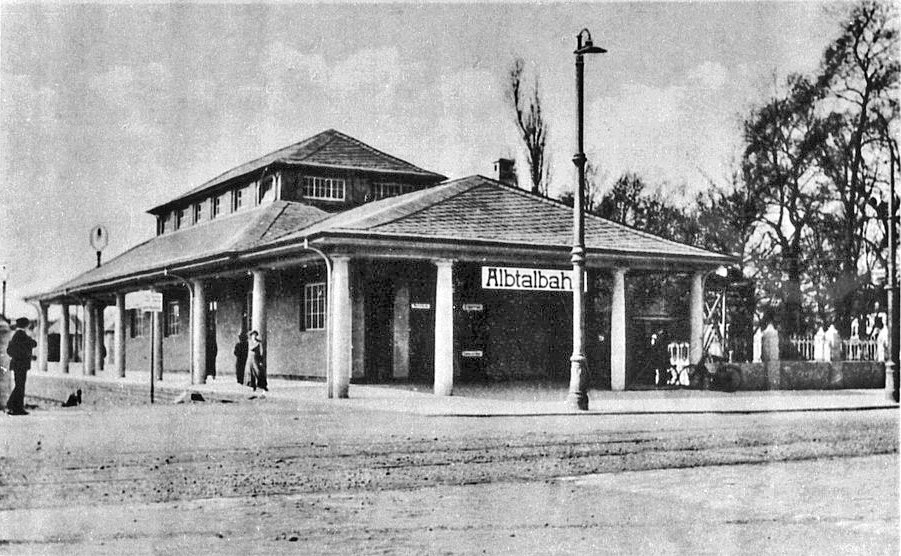
„Neuer“ Albtalbahnhof am heutigen Standort (um 1915)

Schließlich kam die Einigung auf den Standort an der Ecke Reichsstraße (heute Ebertstraße) und Schwarzwaldstraße, wo der Albtalbahnhof noch heute liegt. Den Großteil der Kosten des Abbaus der alten Bahnanlagen und des Neubaus des neuen Albtalbahnhofs, immerhin etwa 250.000 Mark, trug die Stadt Karlsruhe. Ebenfalls wurde eine Straßenbahnhaltestelle gebaut und ein Durchgangstarif zwischen Albtalbahn und städtischer Straßenbahn eingerichtet (sodass das zusätzliche Umsteigen nicht extra kostete), im Gegenzug sagte die BLEAG einen Viertelstundentakt bis Rüppurr zu. Der neue Albtalbahnhof am heutigen Standort wurde am 22. März 1915 in Betrieb genommen.
An der Stelle, an der sich seit 1915 der Albtalbahnhof befindet, befand sich vorher ein Haltepunkt „Beiertheim“ an der Bahnstrecke Mannheim–Basel in der früheren Achse vom alten Karlsruher Hauptbahnhof Richtung Süden.
Im Zweiten Weltkrieg kam es zu Einschnitten im Albtalbahnhof: zum einen wurde das Stationsgebäude bei Luftangriffen getroffen. Im März 1945 zerstörten außerdem deutsche Truppen die Brücke der Albtalbahn über den Rangierbahnhof, sodass die Züge den Albtalbahnhof nicht mehr erreichen konnten, am 1. April 1945 wurde der Bahnbetrieb komplett eingestellt. Nach Betriebsaufnahme am 1. Juni 1945 bis Januar 1947 war Karlsruhe-Dammerstock der nördliche Endpunkt, anschließend bestand am Südende der zerstörten Rangierbahnhofsbrücke eine provisorische Station. Erst am 15. Oktober 1947 konnte der Albtalbahnhof wieder angefahren werden.

### Umspurung und Verknüpfung mit Straßenbahn
Über die Jahre versuchte die Stadt Karlsruhe mehrmals, die Albtalbahn der BLEAG, bzw. ab 1932 der DEBG abzukaufen und in ihr Verkehrsnetz zu integrieren und den Umsteigezwang am Albtalbahnhof aufzuheben: im Jahr 1953 stiegen jährlich fünf Millionen Fahrgäste am Albtalbahnhof um, während der Karlsruher Hauptbahnhof nur 4,3 Millionen Ein- bzw. Aussteiger hatte. Dies geschah schließlich ab Mitte der 1950er Jahre: am 1. April 1957 übernahm die städtische Albtal-Verkehrs-Gesellschaft (AVG) die Albtalbahn von der DEBG, und bereits am 18. April 1958 wurde der von Meterspur (1000 mm) auf Normalspur (1435 mm) umgespurte Abschnitt ab dem Albtalbahnhof zunächst bis Rüppurr wiedereröffnet. Gleichzeitig waren die Gleisanlagen des Albtalbahnhofs mit jenen der in der Ebertstraße verkehrenden Straßenbahn verbunden worden, sodass eine durchgehende Linie A zwischen Rüppurr und Karlsruhe Marktplatz (Schleifenfahrt) den Betrieb aufnehmen konnte, die Vorläuferin der heutigen Linien S1 und S11. Auch wurde 1959 das alte Bahnhofsgebäude abgerissen und ein neues errichtet.

### Ausbau und Verknüpfung mit DB

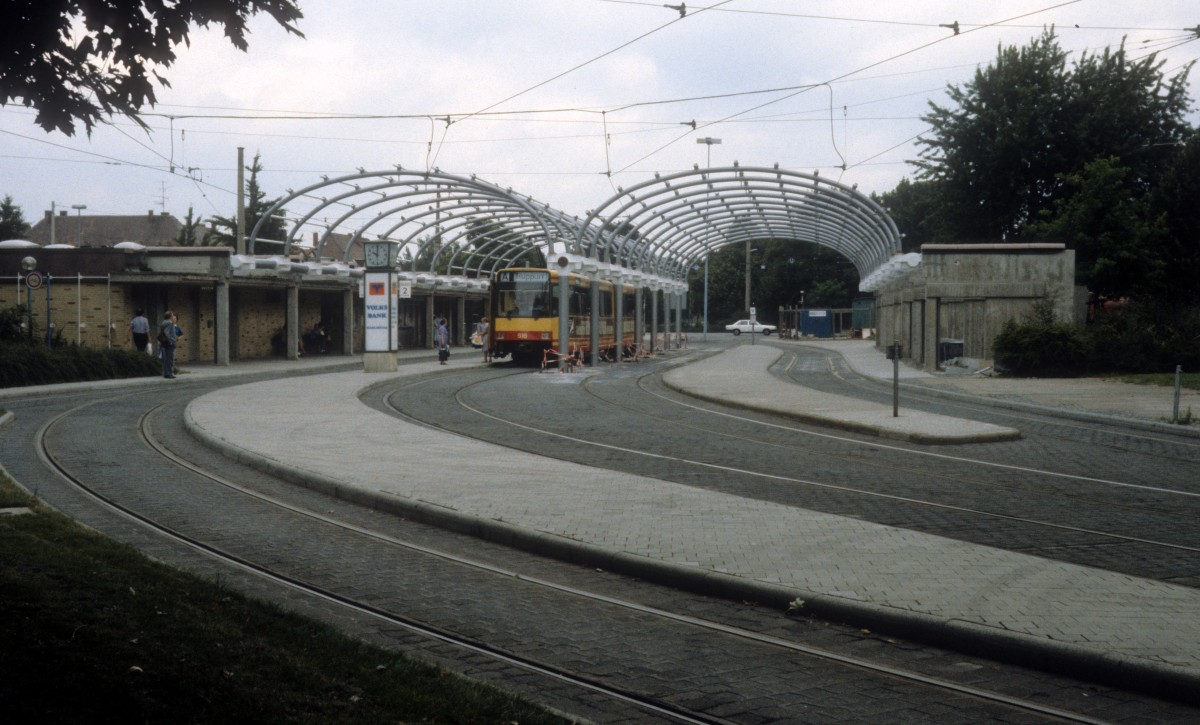
Zustand 1988 vor Bau der Verbindungskurve zur DB-Strecke, während der Erstellung der Bahnsteighalle

1988 wurden die vier Bahnsteiggleise des Albtalbahnhofs mit einer zweischiffigen Bahnhofshalle nach Plänen des Architekten Johannes Heinz Jakubeit überdeckt.
Im Rahmen des Karlsruher Modells begann die AVG in den 1980er Jahren Strecken der Deutschen Bundesbahn zu übernehmen, oder zumindest mit dem Karlsruher Straßenbahnnetz zu verbinden, um durchgehende Stadtbahnverbindungen einrichten zu können. 1994 begann der Vorlaufbetrieb einer Linie S7, die von Rastatt kommend zunächst noch in den Karlsruher Hauptbahnhof einfuhr. Anschließend wurde eine zweigleisige Verbindungsrampe inkl. Systemwechselstelle errichtet, die den Albtalbahnhof mit der DB-Strecke Richtung Durmersheim und Rastatt, der Bahnstrecke Mannheim–Rastatt, verbindet. Zudem wurde eine größere Abstellanlage gebaut, insgesamt kostete der Um- und Ausbau des Albtalbahnhofs 12,5 Millionen DM. Zum Fahrplanwechsel am 14. Dezember 1996 wurde die über die Karlsruher Innenstadt aus Bretten kommende Stadtbahnlinie unter der Liniennummer S4 nach Rastatt und Baden-Baden verlängert.
Zum 1. Juli 2015 wurde die Betriebsform innerhalb des Bahnhofs von der Eisenbahn-Bau- und Betriebsordnung (EBO) auf die Straßenbahn-Bau- und Betriebsordnung (BOStrab) geändert.

## Bahnanlagen

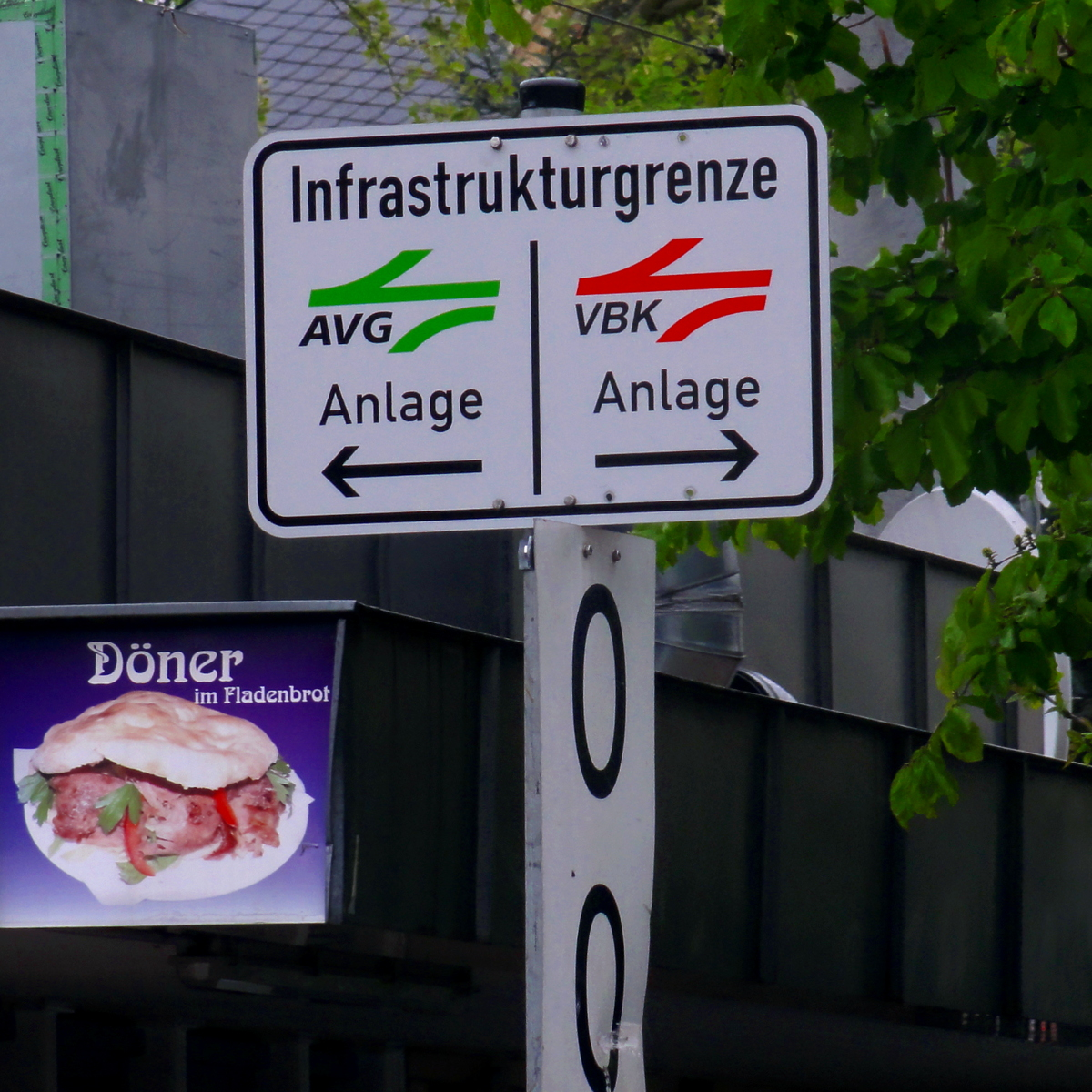
Infrastrukturgrenze zwischen AVG und VBK am Albtalbahnhof

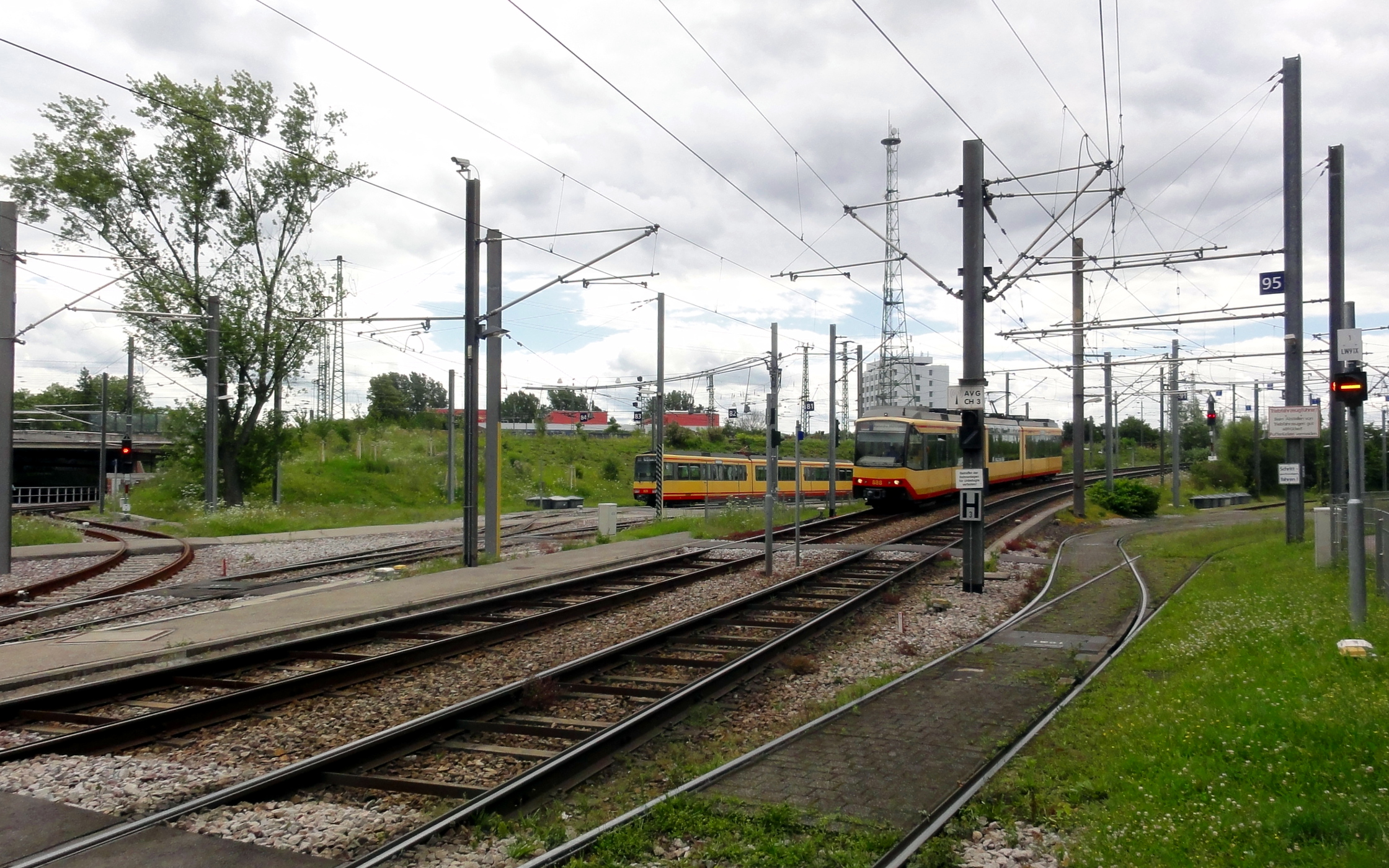
Abstellgleise und Rampe zur DB-Strecke

Der Albtalbahnhof wird unter der Betriebsform BOStrab betrieben, an den südlichen Ausfahrsignalen befindet sich der Betriebsformwechsel zur EBO. Alle Gleise sind mit Oberleitung (750 V Gleichstrom) überspannt. Er besteht aus vier, allesamt nicht barrierefreien, Bahnsteiggleisen. Östlich zwei Außenbahnsteige (Gleise 3 und 4) der Strecke von/nach Ettlingen, die von den Linien S1, S11 und S12 befahren werden, sowie westlich zwei Außenbahnsteige (Gleise 1 und 2), die von den Linien S4, S5, S51, S52, S7 und S8 genutzt werden. An Gleis 1 befinden sich entlang des Bahnsteigs ein Kiosk, Betriebsgebäude der AVG und Fahrkartenautomaten, parallel zu Gleis 4 steht eine Radstation.
Nördlich der Bahnsteige vereinigen sich die vier Gleise zu zweien, die dann an einem Gleisdreieck in die Straßenbahnstrecke der Verkehrsbetriebe Karlsruhe (VBK) in der Ebertstraße münden. Am südlichen Ende des Gleisdreiecks befindet sich die Betriebs- und Eigentumsgrenze zwischen AVG und VBK. Die meisten Stadtbahnen biegen in Richtung Bahnhofsvorplatz (des Hauptbahnhofes) ab, nur die Linie S12 biegt in die andere Richtung ab und bedient so auch die Haltestelle Ebertstraße.
Südlich des Albtalbahnhofs unterqueren die Gleise 3 und 4 in Richtung Ettlingen die Eisenbahnstrecke vom und zum Karlsruher Hauptbahnhof, während sich an Gleise 1 und 2 eine achtgleisige Abstellanlage beiderseits der Gleise anschließt. Anschließend führen diese über eine Rampe auf das Niveau der DB-Gleise, führen durch eine Systemwechselstelle zwischen Straßenbahn-Gleichstrom (750 V) und DB-Wechselstrom (15 kV, 16,7 Hz) und münden an der Betriebsstelle „Karlsruhe Hbf Bft Südeinfahrt“ in die DB-Strecken 3443 nach Wörth am Rhein und 4020 nach Rastatt über Durmersheim; die Rheintalbahn über Ettlingen West kann vom Albtalbahnhof nicht direkt erreicht werden. Zudem führen zwei Gleise in die Marie-Alexandra-Straße und münden in Straßenbahngleise der VBK, die über die Karlstraße wieder auf die Straßenbahnstrecke auf der Ebertstraße treffen.
Obwohl nicht zu ihrer Infrastruktur gehörend, zählt die DB InfraGO AG den Albtalbahnhof zur deutschlandweiten Kategorie der „Metropolbahnhöfe“.

## Betrieb
Der Albtalbahnhof wird von mehreren Linien der Stadtbahn Karlsruhe, die allesamt von der Albtal-Verkehrs-Gesellschaft betrieben werden, angefahren:
| Linie | Linienweg | Fahrplanangebot |
| ----- | --- | --- |
| S 1   | Linkenheim-Hochstetten – Eggenstein-Leopoldshafen – Karlsruhe-Neureut Kirchfeld – Europaplatz (U) – Marktplatz (Pyramide U) – Hbf Vorplatz – Albtalbahnhof – Rüppurr – Ettlingen Stadt – Ettlingen Albgaubad – Busenbach – Bad Herrenalb                                                                 | alle 20 Min. nach Hochstetten (S1/11) alle 10 Min. zwischen Neureut Kirchfeld und Ettlingen Albgaubad (S1/11) zweimal stündlich nach Bad Herrenalb (S1) alle 30 Min. nach Ittersbach (S11) |
| S 11  | Linkenheim-Hochstetten – Eggenstein-Leopoldshafen – Karlsruhe-Neureut Kirchfeld – Europaplatz (U) – Marktplatz (Pyramide U) – Hbf Vorplatz – Albtalbahnhof – Rüppurr – Ettlingen Stadt – Ettlingen Albgaubad – Busenbach – Reichenbach – Langensteinbach – Ittersbach                                    | alle 20 Min. nach Hochstetten (S1/11) alle 10 Min. zwischen Neureut Kirchfeld und Ettlingen Albgaubad (S1/11) zweimal stündlich nach Bad Herrenalb (S1) alle 30 Min. nach Ittersbach (S11) |
| S 12  | Karlsruhe Rheinhafen – Entenfang – Europaplatz – Karlstor – Albtalbahnhof – Rüppurr – Ettlingen Stadt – Ettlingen Albgaubad – Busenbach – Reichenbach – Langensteinbach – Ittersbach | einzelne Fahrten in der HVZ (Eilzug) |
| S 4   | Karlsruhe Albtalbahnhof – Hbf Vorplatz – Marktplatz (Pyramide U) – Tullastraße/Alter Schlachthof – Durlach Bf – Bretten – Flehingen – Eppingen – Heilbronn Hbf – Heilbronn Pfühlpark – Öhringen Hbf – Öhringen-Cappel                                                                                    | zwei Fahrten stündlich, eine bis Flehingen/Eppingen, eine bis Heilbronn, meist Öhringen-Cappel                                                                                             |
| S 5   | Karlsruhe Albtalbahnhof – Hbf Vorplatz – Marktplatz (Pyramide U) – Tullastraße/Alter Schlachthof – Durlach Bf – Grötzingen – Söllingen – Wilferdingen-Singen – Pforzheim Hbf | einzelne Fahrten in der HVZ (Eilzug) |
| S 51  | Karlsruhe Albtalbahnhof – Hbf Vorplatz – Marktplatz (Pyramide U) – Europaplatz (U) – Entenfang – Knielingen Rheinbergstraße – Wörth – Germersheim | einzelne Fahrten |
| S 52  | Karlsruhe Marktplatz (Pyramide U) – Hbf Vorplatz – Albtalbahnhof – Wörth – Germersheim | einzelne Fahrten in der HVZ |
| S 7   | Karlsruhe Tullastraße/Alter Schlachthof – Marktplatz (Pyramide U) – Hbf Vorplatz – Albtalbahnhof – Durmersheim – Rastatt – Baden-Baden – Bühl – Achern | stündlich |
| S 8   | Karlsruhe Tullastraße/Alter Schlachthof – Marktplatz (Pyramide U) – Hbf Vorplatz – Albtalbahnhof – Durmersheim – Rastatt – Gaggenau – Gernsbach – Forbach (Schwarzwald) – Baiersbronn – Freudenstadt Stadt – Freudenstadt Hbf – Schopfloch bei Freudenstadt – Eutingen im Gäu – Bondorf (bei Herrenberg) | stündlich bis Freudenstadt, alle zwei Stunden weiter bis Bondorf |

Am Albtalbahnhof befindet sich westlich der Bahnsteige in der Beiertheimer Allee ein kleiner Busbahnhof, an dem die Buslinie 52 (Albtalbahnhof – Dammerstock) beginnt und endet. Daneben befindet sich direkt nördlich des Albtalbahnhofs die Haltestelle Ebertstraße, an der die Straßenbahnlinien 2, 3, 17 und S12, sowie die Buslinien 50, 51, 55, 62 und M halten.